# Me & My
Me & My – duńska grupa tworząca muzykę eurodance. Założona przez Susanne i Pernille Georgi – autorki takich utworów jak "Dub I Dub" oraz "Baby Boy".

## Single
- 1995 "Dub-I-Dub"

"Baby Boy"
- 1996 "Lion Eddie"

"Waiting"
- 1999 "Let the Love Go On"

"Loving You"
"Every Single Day"
- 2000 "So Many Men"

"Fly High"
- 2001 "Sleeping My Day Away"

"La La Superstar"
- 2007 "Too Much Christmas"

## Albumy
- 1995 Me & My
- 1999 Let the Love Go On
- Fly High
- 2007 The Ultimate Collection